# Gavrilo Princip
Gavrilo Princip (Obljaj, Bòsnia i Hercegovina, 25 de juliol de 1894 (o 1895) - Terezín 28 d'abril de 1918) va ser un activista serbo-bosnià que assassinà l'hereu a la corona d'Àustria, l'arxiduc Francesc Ferran, i la seva muller, la comtessa Sofia, el 28 de juny de 1914 a Sarajevo (Bòsnia).
Princip es va fer membre del grup nacionalista iugoslau Jove Bòsnia (Mlada Bosna) el 1911, una societat amb membres dels tres principals grups ètnics bosnians: musulmans, croats i serbis que buscava l'alliberament de Bòsnia del domini de l'imperi austrohongarès i la unificació de tots els eslaus del sud (Iugoslaus) en una nació comuna.
Després d'assistir a manifestacions antiaustríaques a Sarajevo, va ser expulsat de l'escola i va anar caminant a Belgrad, Sèrbia, per continuar la seva educació. Durant la Primera Guerra dels Balcans, Princip va viatjar al sud de Sèrbia per oferir-se voluntari amb les forces irregulars de l'exèrcit serbi que lluitaven contra l'Imperi Otomà, però amb 17 anys va ser rebutjat per ser massa petit i feble.
El 1913, després de l'èxit inesperat dels serbis en la guerra contra els otomans, el governador militar austríac de Bòsnia va declarar l'estat d'emergència, va dissoldre el parlament, va imposar la llei marcial i va prohibir totes les societats públiques, culturals i educatives sèrbies. Inspirat per una sèrie d'intents d'assassinat contra oficials imperials per part de nacionalistes i anarquistes eslaus, Princip va convèncer altres dos joves bosnians perquè s'uníssin a un complot per assassinar l'hereu de l'Imperi Habsburg durant la seva anunciada visita a Sarajevo.
El diumenge 28 de juny de 1914, durant la visita de la parella reial a Sarajevo, l'aleshores adolescent Princip va ferir mortalment tant Francesc Ferran com la seva dona Sofia després de disparar amb una pistola al seu cotxe descapotat que s'havia aturat inesperadament 1 metre i mig d'ell. Princip va ser arrestat immediatament i jutjat juntament amb vint-i-quatre persones més, tots bosnians i, per tant, súbdits austrohongaresos.
En el seu judici, Princip va declarar: «Sóc un nacionalista iugoslau, tinc l'objectiu de la unificació de tots els iugoslaus, i no m'importa en quina forma d'estat, però ha d'ésser lliure d'Àustria». Princip es va estalviar la pena de mort per la seva edat (19 anys) i va ser condemnat a vint anys de presó. Va ser empresonat a la fortalesa de Terezín.
El propi govern serbi no havia inspirat ni organitzat el magnicidi, però el Ministeri d'Afers Exteriors i l'exèrcit austríac van utilitzar els assassinats com a excusa per a una guerra preventiva que va conduir directament a la Primera Guerra Mundial (1914-1918) atès que, de resultes de l'assassinat, Àustria declarà la guerra a Sèrbia, fet que desencadenà el joc d'aliances pel qual Alemanya donaria suport a Àustria-Hongria, i Rússia, França i la Gran Bretanya farien costat a Sèrbia.
Condemnat a 20 anys, Princip va ser conduït a la presó de Terezín, actualment a la República Txeca, on morí víctima de la tuberculosi el 28 d'abril de 1918.

## Unir-se a la Jove Bòsnia
Després de l'annexió de la regió per l'Imperi austrohongarès el 1908, Bòsnia, com els altres estats eslaus del sud sota domini imperial, anhelava la independència. Com a resultat, van sorgir diversos grups d'estudiants interessats en moviments com el nacionalisme romàntic, el nihilisme o l'antiimperialisme, mentre que a l'escola i a través del seu company de pis Danilo Ilić, Princip també va estar exposat a l'escriptura socialista, anarquista i comunista. Princip va començar a associar-se amb joves revolucionaris nacionalistes afins i va arribar a admirar Bogdan Žerajić, un serbi de Bòsnia que havia intentat assassinar el governador austrohongarès de Bòsnia i Hercegovina, abans de treure's la vida. Žerajić, que era d'Hercegovina com Princip, va arribar a personificar, als ulls de molts, l'ideal del sacrifici propi. En l'aniversari de la seva mort, els joves serbis de Sarajevo van començar a visitar la seva tomba per posar flors. Segons Luigi Albertini, és aquí on, després de passar nits reflexionant a la tomba, que Princip va decidir participar en el seu propi atac. El 1911, Princip es va graduar de quart grau i es va unir a la Jove Bòsnia (serbi: Mlada Bosna), una societat amb membres dels tres principals grups ètnics bosnians, que buscava l'alliberament de Bòsnia del domini austrohongarès i la unificació de tots els eslaus del sud en una nació comuna. Alguns creien que el recentment independent Regne de Sèrbia, com a part lliure dels eslaus del sud, estava obligat a ajudar a unificar els pobles eslaus del sud. Com que les autoritats locals havien prohibit als estudiants formar organitzacions i clubs, Princip i altres membres de la Jove Bòsnia es van reunir en secret. Durant les seves reunions, van parlar de literatura, ètica i política.
El 18 de febrer de 1912, Princip va participar en una manifestació contra l'autoritat dels Habsburg a Sarajevo, organitzada per Luka Jukić, un estudiant croat de Bòsnia. El 8 de juny de 1912 Luka Jukić intentarà assassinar el governador de Croàcia, el comte Slavko Cuvaj, això tindria una influència considerable en Princip. Els manifestants van cremar una bandera hongaresa i molts van resultar ferits i arrestats per la policia. Durant la baralla, Princip va ser colpejat amb un sabre i se li va trencar la roba. L'endemà els estudiants van declarar una vaga general, i per primera vegada a la història de Bòsnia hi van participar junts croats, serbis i musulmans. Un estudiant present aquell dia va afirmar que Princip anava de classe en classe, amenaçant amb els seus punys americans tots els nois que vacil·laven en venir a les noves manifestacions. Com a conseqüència de la seva conducta i la seva participació en les manifestacions contra les autoritats austrohongareses, Princip va ser expulsat de l'escola i a la primavera de 1912 va decidir anar a Belgrad, fent els 280 quilòmetres de viatge a peu. Segons un relat, va caure de genolls i va fer un petó a terra en travessar la frontera amb Sèrbia. Després d'haver marxat de Sarajevo sense dir-ho al seu germà, Princip va viure sense diners i en condicions difícils al costat d'altres estudiants bosnians. El juny de 1912, va anar al Primer Gimnàs de Belgrad per fer l'examen de cinquè grau que va suspendre.

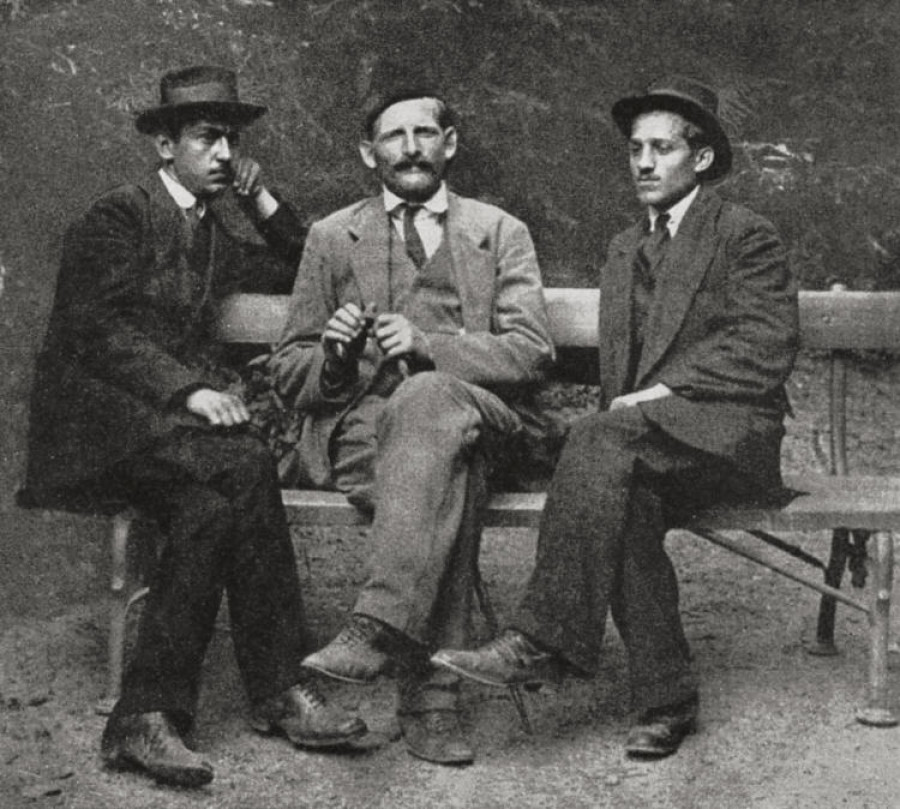
Equip d'assassinat de tres homes Trifko Grabež, Milan Ciganović i Princip al parc de Kalemegdan, maig de 1914

Quan va esclatar la guerra entre els estats balcànics i Turquia l'octubre de 1912, Princip va anar a una oficina de reclutament a Belgrad per oferir-se voluntari al komite, les unitats serbies irregulars. Després de ser rebutjat a causa de la seva petita complexió, va viatjar a una oficina de reclutament diferent aquesta vegada a Prokuplje, al nord de la frontera turca al sud de Sèrbia. Després de donar-li una ullada, el major Vojislav Tankosić, el comandant de totes les unitats Komite, el va rebutjar per ser massa petit i semblar massa feble. Humiliat, Princip va tornar primer breument a Belgrad i després al poble de Hadžići. Segons Vladimir Dedijer, el seu fracàs per ser acceptat a l'exèrcit pel fet que semblava feble, va ser un dels motius principals que va empènyer Princip a fer alguna cosa excepcionalment valent. A les terres eslaves del sud, l'èxit inesperat de l'exèrcit serbi va donar lloc a nombroses celebracions i demostracions de suport. Com a reacció el 2 de maig de 1913, mentre Princip es trobava a Sarajevo, el governador austrohongarès de Bòsnia i Hercegovina, el general Potiorek, va declarar l'estat d'emergència, va suspendre la constitució de 1910 de Bòsnia i Hercegovina, va implementar la llei marcial, va prendre el control de totes les escoles i prohibia totes les societats públiques, culturals i educatives sèrbies.
A l'estiu de 1913 Princip va aprovar el cinquè i el sisè grau de batxillerat, després a principis de 1914 va marxar de Sarajevo cap a Belgrad, aturant-se breument al seu poble per veure els seus pares. Mentre es trobava a Belgrad preparant-se per als exàmens de sisè de classe a la Primera Escola Secundària de Belgrad, el seu amic Nedeljko Čabrinović va mostrar a Princip un tall de diari que anunciava la visita de l'arxiduc Francesc Ferran d'Àustria a Bòsnia al juny. Princip va decidir portar un grup d'assassins de tornada a Bòsnia i atacar l'Arxiduc durant la seva visita oficial a Sarajevo. Va convèncer Čabrinović i el seu vell amic d'escola Trifko Grabež perquè s'unís a la trama. També van parlar de l'assassinat d'Oskar Potiorek, el governador provincial, com a mitjà de protesta contra el règim d'emergència. Per trobar armes, Princip li va preguntar al seu amic musulmà bosnià, Djulaga Bukovac, un veterà de les guerres dels Balcans. Bukovac els va presentar a Milan Ciganović, un altre expatriat bosnià que havia lluitat sota el comandant Tankošić durant la Segona Guerra Balcànica. Ciganović també era un maçó }} i associat de la Mà Negra, el grup serbi ultranacionalista secretista responsable del regicidi de 1903. Aleshores, Ciganović es va acostar a Tankosić, un altre membre de la Mà Negra d'ascendència bosniana, de qui va obtenir les armes.
El 27 de maig de 1914, Ciganović va subministrar als tres joves bosnians cinc pistoles Browning, sis granades i diversos vials de verí. Ciganović va portar els possibles assassins al bosc de Topčider, als afores del centre de Belgrad, entrenant-los sobre com utilitzar les armes. Princip va demostrar ser el millor tirador. L'equip d'assassinat de tres homes va sortir de Belgrad el 28 de maig de 1914, agafant un vaixell fluvial que els va portar a Šabac, després es van separar creuant per separat la frontera cap a Bòsnia. Cadascun d'ells portava dues bombes lligades a la cintura, així com revòlvers, munició i una ampolla de cianur a les butxaques. Abans de marxar de Sèrbia, Princip va escriure al seu antic company d'habitació a Sarajevo Danilo Ilić, per notificar-li el seu pla d'assassinat i per demanar-li que reclutés més persones. Ilić va reclutar Muhamed Mehmedbašić, un fuster musulmà bosnià, Cvetko Popović, i Vaso Čubrilović, tots dos estudiants serbis de Bòsnia de divuit i disset anys.

## Assassinat de l'arxiduc Francesc Ferran

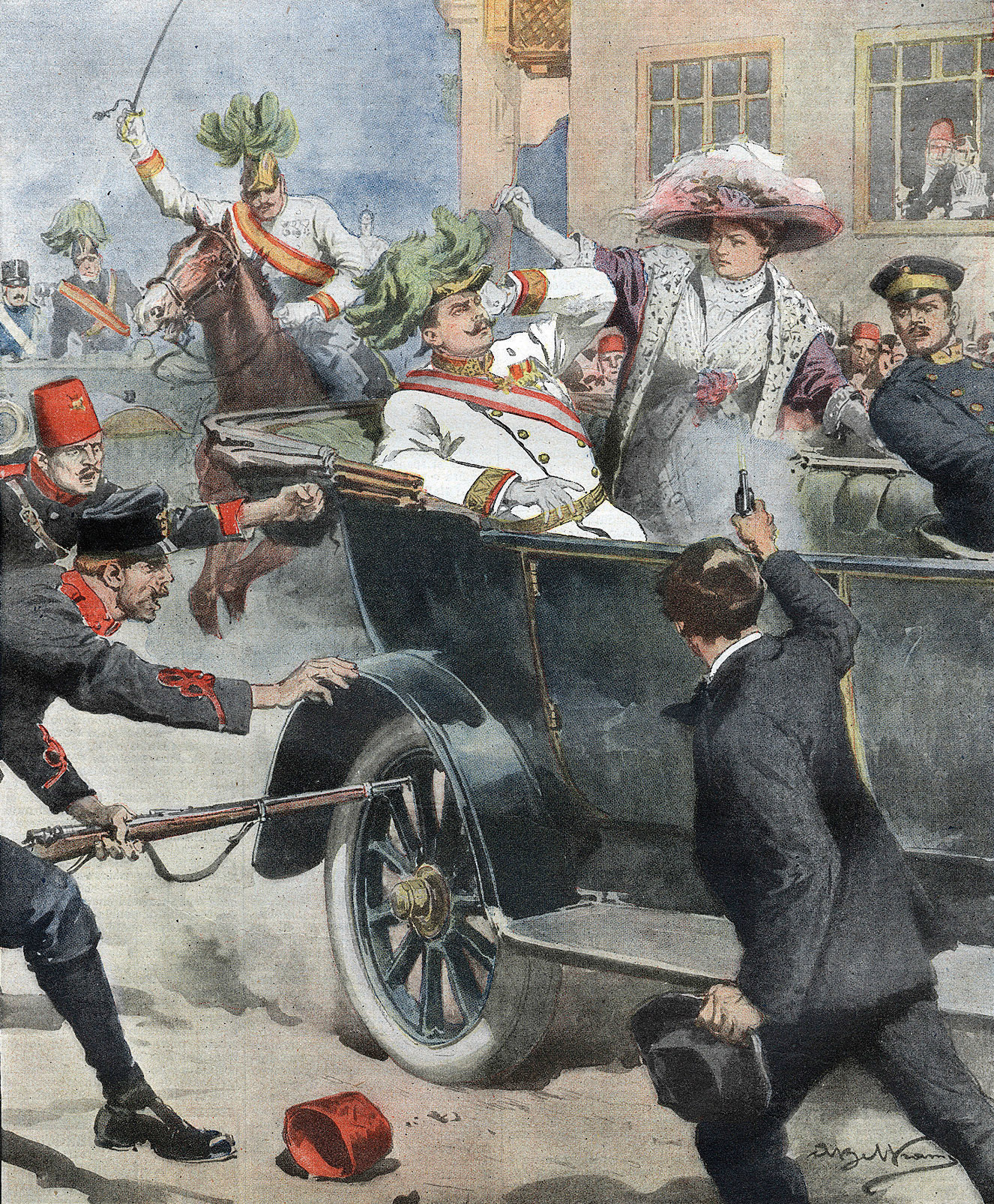
Gabrilo Princip disparant mortalment a la parella reial tal com il·lustra Achille Beltrame

L'arxiduc Francesc Ferran d'Àustria i la seva dona, la duquessa Sofia Chotek, van arribar a Sarajevo amb tren poc abans de les 10 del matí del 28 de juny de 1914. El seu cotxe era el tercer cotxe d'una caravana de sis cotxes que es dirigia cap a l'Ajuntament de Sarajevo.
Princip i els altres cinc conspiradors es van alinear en la ruta. Estaven espaiats al llarg del moll d'Appel, cadascun amb instruccions per assassinar l'Arxiduc quan el cotxe reial arribà a la seva posició. El primer conspirador de la ruta per veure el cotxe reial va ser Muhamed Mehmedbašić. Al costat del Banc Austrohongarès, Mehmedbašić va perdre els nervis i va deixar passar el cotxe sense prendre mesures. A un quart d'onze del matí, quan la caravana va passar per davant de la comissaria central de policia, l'estudiant de dinou anys Nedeljko Čabrinović va llançar una granada de mà al cotxe de l'Arxiduc. El conductor va accelerar quan va veure l'objecte volant cap a ell i la bomba, que va tenir un retard de 10 segons, va explotar sota el quart cotxe. Dos dels ocupants van resultar ferits greus. Després de l'intent fallit de Čabrinović, la caravana es va allunyar i Princip i els conspiradors restants no van actuar a causa de l'alta velocitat de la caravana.
Després que l'Arxiduc pronunciés el seu discurs programat a l'Ajuntament, va decidir visitar les víctimes de l'atac amb granada de Čabrinović a l'Hospital de Sarajevo. Per evitar el centre de la ciutat, el general Oskar Potiorek va decidir que el cotxe reial viatjava recte pel moll d'Appel fins a l'hospital. No obstant això, Potiorek es va oblidar d'informar el conductor, un txec anomenat Leopold Lojka, sobre aquesta decisió. De camí cap a l'hospital, Lojka, seguint el pla original, va girar per un carrer lateral on Princip es trobava davant d'una xarcuteria local. Després que el governador el cridés, Lojka es va aturar davant d'una botiga i va començar a fer marxa enrere. En fer-ho, el motor es va parar i els engranatges es van bloquejar. En Princip va fer un pas endavant, va treure una pistola semiautomàtica Browning i, a boca de canó, va disparar dues vegades al cotxe, primer colpejant l'Arxiduc al coll i després colpejant la Duquessa a l'abdomen. Tots dos van morir poc després.
El govern austrohongarès que va veure les aspiracions nacionalistes de Sèrbia com una amenaça per al seu propi Imperi multiètnic, va utilitzar l'assassinat com el pretext perfecte per prendre mesures contra Sèrbia. Una cadena d'esdeveniments va desencadenar la crisi de juliol que va provocar l'esclat de la Primera Guerra Mundial. El 28 de juliol de 1914, Àustria-Hongria va declarar la guerra a Sèrbia, seguida de les declaracions de guerra d'Alemanya, França, Rússia i Gran Bretanya.

## Detenció i judici

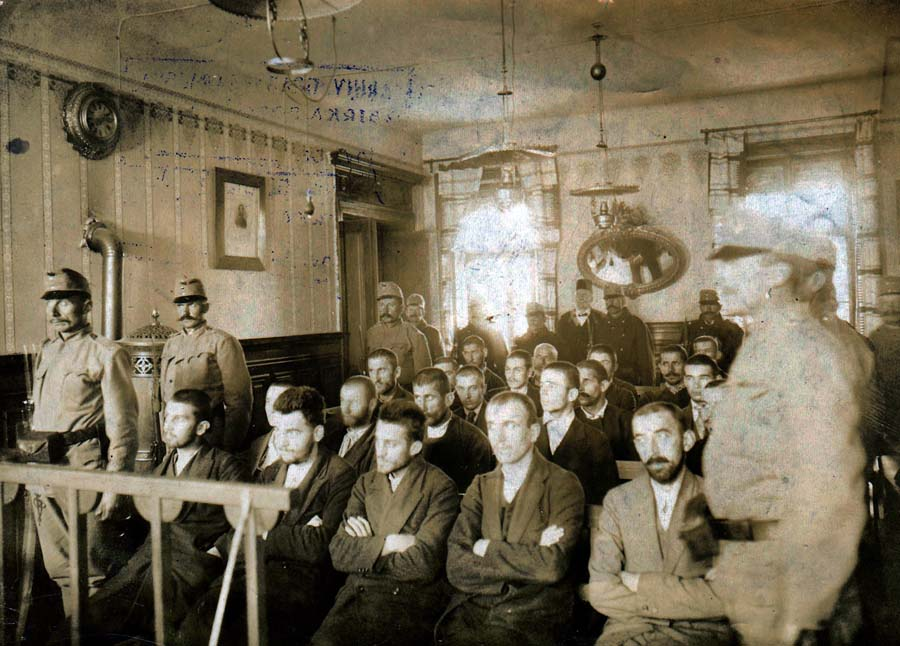
Princip, assegut al centre de la primera fila, durant la prova.

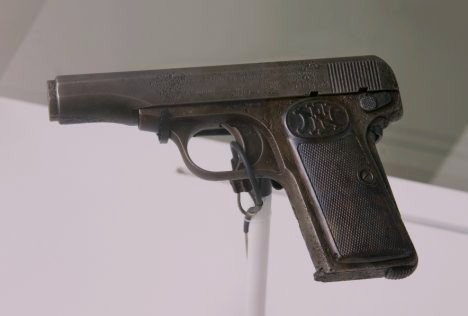
L'arma Browning de Princip, presentada com a prova durant el judici.

Abans que Princip pogués disparar per tercera vegada, li van arrencar la pistola de la mà i el van empènyer a terra. Va aconseguir empassar-se una càpsula de cianur, que no el va matar. El judici es va obrir el 12 d'octubre i va durar fins al 23 d'octubre de 1914. Princip i vint-i-quatre persones van ser acusats. Els sis assassins, excepte Mehmedbašić, tenien menys de vint anys en el moment de l'assassinat, i tot i que el grup estava dominat per serbis de Bòsnia, quatre dels acusats eren croats de Bòsnia i tots eren ciutadans austrohongaresos, cap de Sèrbia. L'advocat de l'Estat va acusar vint-i-dos dels acusats d'alta traïció i assassinat i tres de complicitat en l'assassinat. Princip va declarar que lamentava l'assassinat de la duquessa i tenia la intenció de matar Potiorek, però tanmateix estava orgullós del que havia fet.  Els investigadors de la policia austríaca estaven ansiosos per emfatitzar la naturalesa exclusivament sèrbia del complot d'assassinat per raons polítiques,  però durant el seu judici Princip va insistir que, tot i que era d'ètnia sèrbia, el seu compromís era alliberar tots els eslaus del sud. Tots els principals conspiradors van esmentar la destrucció revolucionària d'Àustria-Hongria i l'alliberament dels eslaus del sud com a motivació del seu acte.
| «                             | "Sóc nacionalista iugoslau, amb l'objectiu de la unificació de tots els iugoslaus, i no m'importa quina forma d'estat, però ha d'estar lliure d'Àustria... El pla era unir tots els eslaus del sud. Es va entendre que Sèrbia, com a part lliure dels eslaus del sud, tenia el deure moral d'ajudar a la unificació, de ser per als eslaus del sud com el Piemont ho era per a Itàlia... Al meu entendre, cada serbi, croat i eslovè hauria de ser un enemic d'Àustria." | » |
| — Gabrilo Princip al tribunal | |   |

Les autoritats austrohongareses van intentar amagar el fet que els conspiradors incloïen croats i bosnians, arribant a canviar el nom d'un d'ells en els informes de premsa,  per retratar tot l'esquema com a d'origen serbi i dur a terme la repressió només pels serbis. Com que va proporcionar les armes als assassins i els va ajudar a travessar la frontera, la Mà Negra va estar implicada en l'assassinat. Això no va demostrar que el govern serbi conegués l'assassinat, i molt menys que l'aprovés,, però va ser suficient perquè Àustria-Hongria emetés una marxa a Sèrbia coneguda com l'ultimàtum de juliol, que va provocar l'esclat de la Primera Guerra Mundial. Segons David Fromkin, el que els assassinats van donar a Viena no va ser una raó, sinó una excusa, per destruir Sèrbia.
En aquell moment Princip tenia dinou anys i era massa jove per ser executat, ja que estava vint-i-set dies per sobre del límit d'edat mínima de vint anys exigit per la llei dels Habsburg. El dijous 28 d'octubre de 1914 el tribunal va declarar a Princip culpable d'assassinat i alta traïció, va rebre la pena màxima de vint anys de presó, havia de complir la seva condemna a una presó militar dins de la fortalesa dels Habsburg de Theresienstadt al nord de Bohèmia (ara a Bohèmia). la República Txeca).

## Empresonament i mort

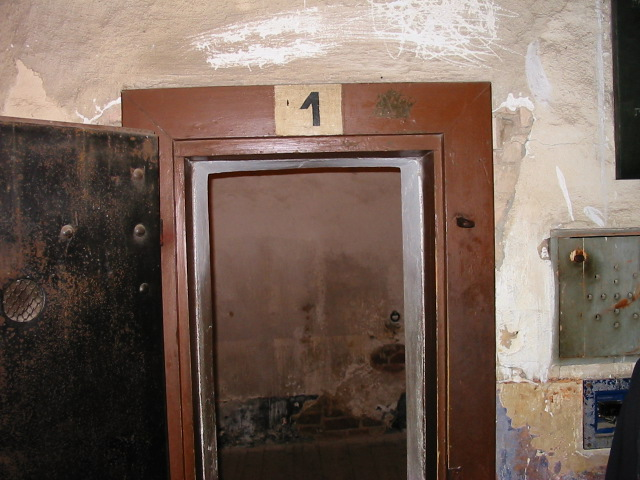
Cel·la de Princip a la fortalesa de Terezín

Princip va ser encadenat a una muralla en aïllament a la Petita Fortalesa de Terezín, on va viure en dures condicions i va desenvolupar tuberculosi.  De febrer a juny de 1916, Princip es va reunir quatre vegades amb Martin Pappenheim, un psiquiatre de l'exèrcit austrohongarès. Pappenheim va escriure que Princip va afirmar que la Primera Guerra Mundial s'hauria produït encara que no s'hagués produït l'assassinat, i que no es pot sentir responsable de la catàstrofe.
Princip va morir el 28 d'abril de 1918, tres anys i deu mesos després de l'assassinat. En el moment de la seva mort, debilitat per la desnutrició i la malaltia, pesava uns 40 kg. 

## Llegat

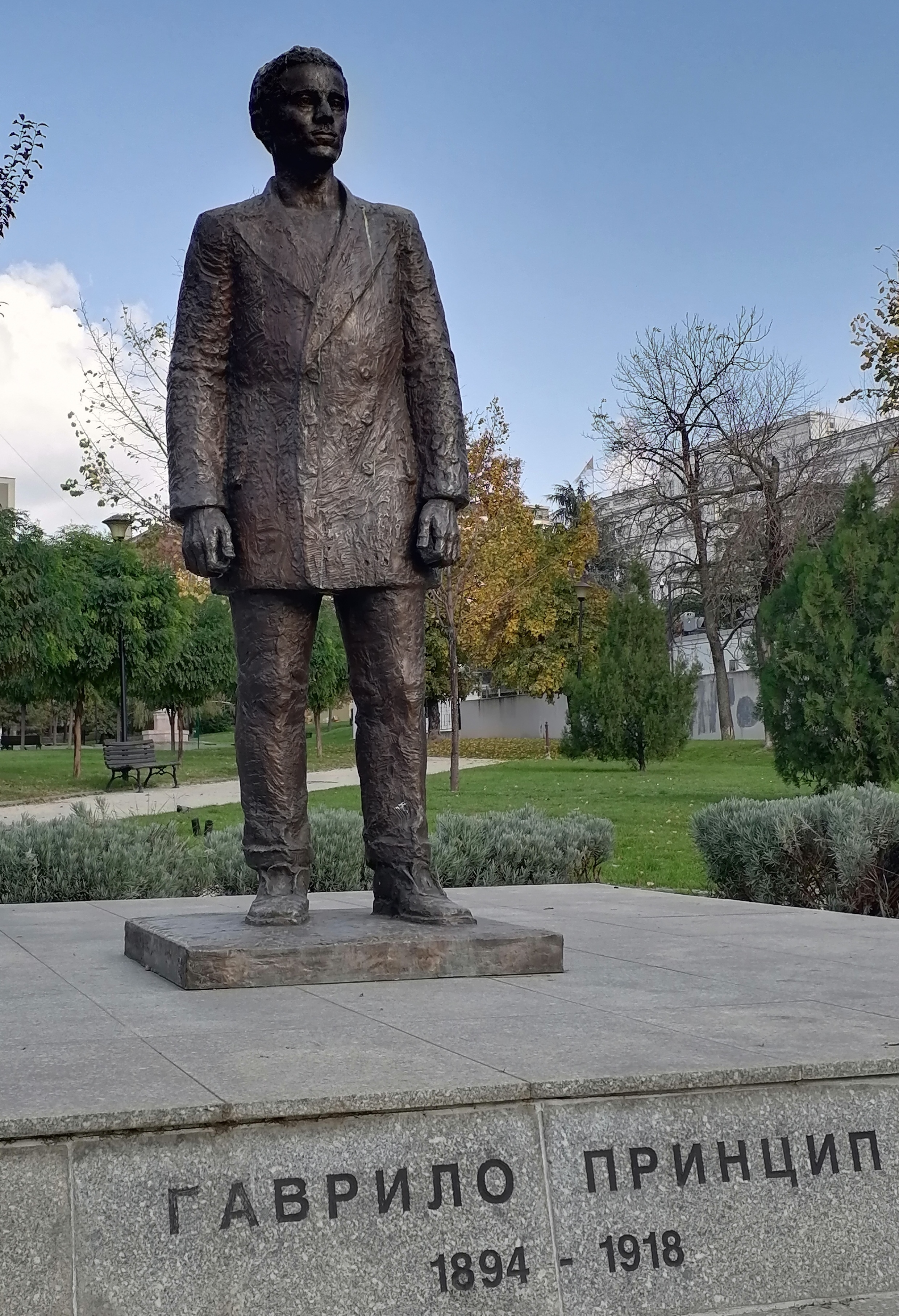
Estàtua de bronze de Princip a Belgrad.

Molt després de la seva mort, el llegat de Princip encara es discuteix i segueix sent una figura històricament significativa però polaritzadora. Per a la monarquia dels Habsburg i els seus partidaris, era un terrorista assassí; la reial Iugoslàvia el va retratar com un heroi iugoslau; durant la Segona Guerra Mundial, els nazis i el feixista croat Ustasha el van veure com un criminal degenerat i un anarquista d'esquerres; i per a la Iugoslàvia socialista, va representar un heroi juvenil de la resistència armada, un lluitador per la llibertat que va lluitar per alliberar tots els pobles de Iugoslàvia del domini imperial, lluitant pels obrers i els oprimits. El 1920 Princip i els altres conspiradors van ser exhumats i portats a Sarajevo, on van ser enterrats junts sota la Capella dels Herois de Vidovdan. A la dècada del 1990, Princip va començar a ser vist per alguns com un nacionalista serbi que actuava per la creació d'una Gran Sèrbia. Els moviments i els règims polítics l'han elogiat o demonitzat per promoure la seva ideologia.
Avui encara és celebrat com un heroi per nombrosos serbis i considerat com un terrorista per molts croats i bosníacs.  Asim Sarajlić, un alt diputat del Partit nacionalista bosnià d'Acció Democràtica, va declarar el 2014 que Princip va posar fi a una època daurada de la història sota el domini austríac i que estem fermament en contra de la mitologia de Princip com a lluitador per la llibertat. Molts dels serbis de Bòsnia continuen venerant la seva memòria: Nenad Samardžija, el governador serbi de Sarajevo oriental, va dir el 2014 que una vegada tots vam viure en un Estat (Iugoslàvia) i mai ho vam considerar com un acte terrorista, però un moviment de joves que volien alliberar-se de l'esclavitud colonial.